# L'Extraordinaire Tour de France d'Adélard Rousseau, dit Nivernais la clef des cœurs, Compagnon charpentier du devoir
L'Extraordinaire Tour de France d'Adélard Rousseau, dit Nivernais la clef des cœurs, Compagnon charpentier du devoir è il quinto album dei Malicorne, pubblicato dalla Ballon Noir Records (ed anche dalla Elektra Records) nel 1978. Il disco fu registrato nello Studio Acousti di Saint-Germain-des-Prés, Parigi (Francia).

## Tracce
Brani tradizionali (eccetto dove indicato), arrangiamento e adattamento: Malicorne
Lato A
1. La Conduite – 3:50
2. La Danse des damnés – 4:52 (Hughes De Courson, adattamento: Malicorne)
3. Le Mari jaloux - La valse druze – 4:20 (Brano tradizionale, arrangiamento e adattamento: Malicorne - Hughes De Courson, adattamento: Malicorne)
4. Si l'amour prenait racine – 2:42
5. Une Fille dans le désespoir – 3:20 (Hughes De Courson, adattamento: Malicorne)
6. Les Couleurs – 1:53 (Gabriel Yacoub, adattamento: Malicorne)

Lato B
1. A Paris la grande ville – 3:50 (Gabriel Yacoub, adattamento: Malicorne)
2. Compagnons qui roulez en Provence – 3:00
3. La Complainte du coureur de bois – 2:22
4. L'Auberge sanglante – 10:10 (Gabriel Yacoub, adattamento: Malicorne)
5. Le Départ des Compagnons - La Conduite – 2:23

## Musicisti
- Gabriel Yacoub - chitarra, chitarra elettrica, banjo, mandoloncello, autoharp, voce
- Marie Yacoub - ghironda, dulcimer, voce
- Laurent Vercambre - violino, violoncello, viola, viola d'amore, nyckelharpa, mandolino, mandoloncello, clarinetto, fisarmonica diatonica (mélodéon), chitarra, voce
- Hughes De Courson - cromorno, flauto, timpano, sintetizzatore, glockenspiel, armonium, organo, tanbur, gaida, percussioni, voce
- Olivier Zdrzalik - basso, percussioni, voce

Musicisti aggiunti
- Dan Ar Braz - chitarra elettrica solista (brani: A3 e B1)
- Michel Santangeli - batteria (brani: A5 e B1)
- Jean-Daniel Mercier - arrangiamenti